# American Hi-Fi

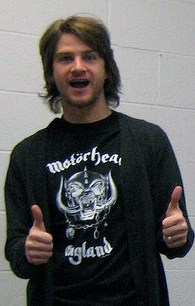
Stacy Jones nel 2007

American Hi-Fi è un gruppo pop punk/alternative rock statunitense, proveniente da Boston (Massachusetts). Fino ad oggi hanno pubblicato quattro album in studio, due album dal vivo e una raccolta.

## Storia del gruppo
Il loro album di debutto, uscito nel 2001, ha per titolo lo stesso nome del gruppo, American Hi-Fi. La canzone "Flavor of the Weak" ebbe un grande successo e raggiunse la top 50 delle chart statunitensi e britanniche.
Nel 2002 pubblicarono poi un album live dal nome "Rock N' Roll Noodle Shop: Live from Tokyo". Il loro secondo album, The Art of Losing, uscì più tardi nel 2003, ma ne venne fuori solo il singolo "The Art of Losing".
Il terzo album, "Hearts on Parade", fu pubblicato nel 2005.
Il nome esteso del gruppo è American High-Fidelity (trad.: Alta Fedeltà Americana) e significa che la loro musica, secondo loro, è quella che più si avvicina al cosiddetto American Way of Life (o anche American Way) traducibile in stile di vita statunitense e all'americana o, più semplicemente, stile di vita americano.
Durante i tour del 2004 e del 2005 hanno aperto alcuni concerti facendo da spalla a Butch Walker. Il tour si chiamava "Clash of the Heavyweights". Fin dall'inizio della primavera del 2005 sono stati in tour con Bowling for Soup, Riddlin' Kids e MC Lars.
Il nome originario del gruppo era BMX Girl, fino a che Bob Rock, il produttore dell'album "American Hi-Fi" fece pressione affinché cambiassero nome alla band perché "faceva schifo".
Il 17 agosto 2010 è uscito il loro ultimo album "Fight the Frequency" dopo il ritorno del batterista degli inizi.
Il 24 febbraio 2012 gli American Hi-Fi hanno pubblicato una foto sul loro sito facendo intendere che sono in studio di registrazione per registrare un nuovo album, uscito nel 2014.

## Formazione

### Formazione attuale
- Stacy Jones – voce, chitarra (1998-presente), batteria (2010-presente)
- Jamie Arentzen – chitarra, voce (1998-presente)
- Drew Parsons – basso, voce (1998-presente)
- Brian Nolan – batteria (1998-2003; 2007-presente)

### Ex componenti
- Jason Sutter – batteria (2004-2006)

## Discografia

### Album in studio
- 2001 – American Hi–Fi
- 2003 – The Art of Losing
- 2005 – Hearts on Parade
- 2010 – Fight the Frequency
- 2014 – Blood & Lemonade
- 2016 – American Hi-Fi Acoustic

### Album dal vivo
- 2002 – Rock N' Roll Noodle Shop: Live from Tokyo
- 2005 – Live in Milwaukee

### EP
- 2020 – Anywhere Else but Here

### Singoli
- 2001 – Flavor of the Weak
- 2002 – Another Perfect Day
- 2003 – The Art of Losing
- 2003 – The Breakup Song
- 2005 – The Geeks Get the Girls
- 2005 – Hell Yeah
- 2010 – Lost
- 2014 – Golden State
- 2017 – Christmas (Baby, Please Come Home)
- 2020 – Steppin' Out
- 2020 – Our House
- 2020 – Another Nail in My Heart